# Ramiro Gallo Peneyda
Washintong Ramiro Gallo Peneyda (5 de diciembre de 1956, Quito-28 de febrero del 2003, Santo Domingo) fue un comerciante que logró cargos como la alcaldía de Santo Domingo o el consejo del municipio.

## Biografía
Hijo de Joaquín Alfredo Gallo Angos y María Emilia Peneyda, su padre fue un inmigrante que se dedicaba al comercio y el boxeo, su madre la encargada del hogar, migraron de Quito a Santo Domingo por cuestiones laborales, pertenecía a un núcleo familiar de 5 hijos incluyéndolo. Su madre falleció cuando tenía 19 años. Estudió en la academia militar Patria en Quito, y llegó a cuarto semestre de una licenciatura en comunicación social de la Facultad de Comunicación Social de la Universidad de Guayaquil (FASCO), posteriormente incursionó en el fisicoculturismo y boxeo, en su etapa adulta, ya casado, se dedicó al comercio, vendiendo ropa, y labores de chofer de carretera o maquinaria pesada, todo esto para luego dedicarse desde 1982 a la política por el Partido Roldosista Ecuatoriano.

### Muerte
Hubo varios intentos de asesinarlo en el transcurso de su vida. El viernes 28 de febrero de 2003, luego de celebrar su culto religioso habitual, salía del templo evangélico Rosa de Sarón acompañado de su hija, una persona lo esperaba afuera, y le impactó cuatro veces con un arma de fuego, una vez trasladado a la Clínica de Especialidades Médicas de Santo Domingo, falleció al llegar, víctima del desangre y una bala atravesada en el pulmón.

## Vida política
Candidato a diputado por Pichincha y miembro de partidos populares como el Partido Roldosista Ecuatoriano. Se caracterizó por promover el comercio informal de la ciudad, así como calles principales como la 3 de julio, la cual, en ese entonces, ya tenía un 40% de su ocupación con comercio informal, se caracterizó también por promover las invasiones de tierra, según su alcaldía, todo esto era por el bienestar económico a favor a las masas en estado de pobreza, sin embargo las clase acomodadas, se sentían incómodas por aquel accionar. Al cabo de los años estas invasiones se han convertido en urbanizaciones y zonas residenciales legalmente registradas.